# アル・アハリ・ドーハ
アル・アハリSC (アラビア語: النادي الأهلي الرياضي) 、通称アル・アハリ・ドーハ (英語: Al Ahli Doha)はカタールのドーハに本拠地を置くサッカークラブである。
設立は1950年と、現存するカタール国内のサッカークラブの中では国内最長の歴史を持つ。

## 歴史
1950年に、ソート・アル・アラブと呼ばれる別のクラブの創設者によって、アル・ナジャSCという名前で設立された。創設者グループの一人であるナジ・ムサードがクラブの初代会長に就任した。設立当初はバラハット・アル・ジュフェアリに位置する月額70インドルピーで借りられた住宅がクラブの本部として活用された。
1972年、アル・ナジャSCはドーハの別クラブと合併し、現在の名前であるアル・アハリSCに改称した。最初の理事会は8人のメンバーで結成され、クラブカラーは正式に緑と白に決定された。 翌1973年には当時ペレが在籍していたサントスFCを招いての親善試合が開催された。 1983-84シーズン、クラブはカタールの他のすべてのスポーツクラブと同様に、近代的なトレーニングとレクリエーション施設を備えた新しい本部に移転した。
90年代初頭、クラブ史上初めてカタール2部に降格した。クラブは若返りを図りユースチーム出身の選手を多く起用したが、準優勝に終わった。
国内カップ戦のアミール・カップでは設立以来4度の優勝を経験している。

## タイトル

### 国内タイトル
- アミールカップ

 (4): 1973, 1981, 1987, 1992
- カターリ・セカンドディビジョン

 (1): 2012

### 国際タイトル
なし

## 国際大会の成績

### UAFA
- UAFAクラブカップ: 出場2回

2003-04: 1回生敗退
2007-08: 1回戦敗退

### AFC
- アジアカップウィナーズカップ: 出場2回

1992-93: 1回戦敗退
1998-99: 2回戦敗退

## 現所属メンバー
2022/23シーズン
注：選手の国籍表記はFIFAの定めた代表資格ルールに基づく。
| No. | Pos. |              | 選手名                   |
| --- | ---- | ------------ | ------------------------ |
| 1   | GK   | カタール     | ヤザン・ナイム           |
| 2   | DF   | イラン       | ショジャー・ハリルザデー |
| 4   | DF   | カタール     | Abdalaziz Al Hasia       |
| 5   | DF   | イラン       | ホセイン・カナーニ       |
| 7   | FW   | カタール     | ファハド・ハルファン     |
| 8   | MF   | エジプト     | Abobakar Bayoumi         |
| 9   | FW   | カタール     | ナビド・ダルザデー       |
| 10  | MF   | カタール     | アリ・カドリ             |
| 11  | FW   | ヨルダン     | ヤザン・アル＝ナイメト   |
| 12  | MF   | カタール     | タミム・サーミ           |
| 13  | GK   | カタール     | Mohamed Lingliz          |
| 14  | DF   | カタール     | Fahad Al-Keldi           |
| 16  | MF   | モンテネグロ | ニコラ・ヴクチェヴィッチ |
| 17  | MF   | カタール     | ナセル・ハルファン       |

| No. | Pos. |              | 選手名                       |
| --- | ---- | ------------ | ---------------------------- |
| 18  | DF   | カタール     | ヤセム・ムハンマド・オマル   |
| 21  | MF   | カタール     | Mohammed Al-Ishaq            |
| 22  | MF   | リビア       | アル＝ドカイ・アル＝セイド   |
| 23  | MF   | カタール     | アブドゥルサイード・ウマル   |
| 24  | DF   | カタール     | Ahmed Azhari                 |
| 27  | MF   | カタール     | ヤセム・アル＝シャルシャニ   |
| 29  | MF   | カタール     | サレフ・アル＝ヤジディ       |
| 30  | GK   | カタール     | Omar Adam                    |
| 35  | GK   | カタール     | マルワン・バドレディン       |
| 44  | MF   | カタール     | アブドゥルラフマン・バタウィ |
| 66  | DF   | カタール     | ヤセル・アブバカル           |
| 77  | MF   | カタール     | Eissa El-Nagar               |
| 91  | MF   | カタール     | Laith Daloul                 |
| 99  | MF   | アルジェリア | ソフィアヌ・アンニ           |

### ローン移籍選手
out
注：選手の国籍表記はFIFAの定めた代表資格ルールに基づく。
| No. | Pos. |          | 選手名                      |
| --- | ---- | -------- | --------------------------- |
| -   | GK   | カタール | イヴァニルド (アル・サッド) |

## 歴代監督
- ジョゼ・マシア 2004-2005
- オズワルド・オリヴェイラ 2005
- ホアキン・カパロス 2017